# Voigtlander
Voigtländer ([ˈfoːktlɛndɐ]) русское написание Фогтлендер — австрийский (позднее германский) производитель фотоаппаратов и объективов.

## История
Компания Voigtländer была основана в Вене в 1756 году Йоханом Кристофом Фогтлендером. Компания производила оптические инструменты и линзы. В 1839 году компания начала производить объективы и линзы для фотоаппаратов, а в 1840 году — первые цельнометаллические фотоаппараты для дагеротипии Ganzmetallkamera со светосильным объективом Пецваля. Объективы Voigtländer были революционным продуктом для своего времени — они впервые создавались путём математических расчётов вместо эмпирического подбора линз. Благодаря этому портретный объектив Петцваля обладал рекордной для тех лет светосилой f/3,6. Оптические расчёты проводил венгерский профессор Йозеф Максимилиан Пецваль (Объектив Пецваля).
В 1849 году было создано отделение компании в Брауншвейге, Нижняя Саксония. Отделение называлось Voigtländer & Sohn, Optische Anstalt (Фогтлендер и сын, Оптический институт). Позднее штаб-квартира Voigtländer переместилась в Брауншвейг.
В 1898 году семейная компания Voigtländer стала акционерным обществом. В 1925 году контрольный пакет акций Voigtländer приобрела компания Schering AG. В 1956 году Schering AG продала Voigtländer компании Carl-Zeiss-Stiftung, а также Zeiss Ikon и завод Zett в Брауншвейге. В 1965 году была создана компания Zeiss-Ikon/Voigtländer-Vertriebsgesellschaft. Продажи компании снижались, и 4 августа 1971 года был закрыт завод Voigtländer на котором работало 2037 человек. В 1973 году завод был продан в равных долях компаниям Carl Zeiss, Rollei и правительству земли Нижняя Саксония. Позднее Rollei стал единственным владельцем завода. Завод производил линзы для Zeiss Ikon и Rollei. В 1974 году компания Optische Werke Voigtländer была ликвидирована, а вместо неё создана Voigtländer Vertriebsgesellschaft mbH. Rollei производил на своём заводе в Сингапуре фотоаппараты под маркой Voigtländer.
В 1982 году обанкротилась компания Rollei. Торговая марка Voigtländer была продана в 1983 году за 100 тысяч марок компании Plusfoto GmbH & Co. В 1997 году Plusfoto передала торговую марку компании Ringfoto. Voigtländer GmbH стала дочерним предприятием компании Ringfoto GmbH & Co. ALFO Marketing KG.

## Продукция
В 1905 году компания выпускала популярную у фотолюбителей камеру «Alpine». С 1910 года в больших количествах выпускались плёночные камеры «Berg Heil» и «Avus».
В начале XX века выпускались знаменитые объективы Heliar и Skopar.
В 1930 году началось производство среднеформатной камеры «Bessa», а в 1931 году — «Brilliant». Производство камер малого формата Voigtländer начал относительно поздно — в 1939 году с камеры Vito.
После Второй мировой войны Voigtländer выпускал компактные камеры «Vitessa» (с 1953 года), «Dynamatic» (с 1960 года) и «Vitrona» (1963 года). «Vitrona» стала первой в мире 35 мм камерой с встроенной электронной вспышкой.
В 1952 году компания начала производство первого в мире объектива для среднеформатной камеры с апохроматической коррекцией — 4.5/105 мм Apo-Lanthar. В 1959 году началось производство первого в мире сменного зум объектива — 36-82/2.8 Zoomar.
В 1950-х началось производство среднеформатной камеры «Bessa-II», дальномерной камеры со сменным объективом «Prominent» и однообъективной камеры с центральным затвором «Bessamatic» (с 1957 года). Продажи подобных фотоаппаратов снижались, но руководство компании не уделяло этому внимания. В 1965 году был разработан TTL фотоаппарат Ultra-Matic CS. Ultra-Matic CS стал последней моделью компании Voigtländer. Фотоаппарат был сложным, дорогим и не надёжным, не все объективы Voigtländer устанавливались на нём. К этому времени уже появился Pentax с резьбовым соединением M42, и продажи Ultra-Matic CS были очень вялыми, а 1968 году его производство было прекращено.
В 1963 году был создан прототип «Bessaflex» с резьбовым соединением M42 и объективами Carl Zeiss. Фотоаппарат хорошо продавался из-за высокого качества оптики.
В середине 1960-х годов Voigtländer начал проигрывать в ценовой конкуренции японским производителям, а потом началось техническое отставание от Pentax и Nikon.
В 1970-х годах Rollei начал производить фотоаппараты Voigtländer. Фотоаппараты производились из одинаковых комплектующих и были во многом идентичными.
С 1999 года для Voigtländer разрабатывает и производит продукцию японская компания Cosina. Под маркой Voigtländer выпускается семейство дальномерных камер Bessa, а также оптика для них. С 2009 года производится среднеформатная камера Voigtländer Bessa III, совместная разработка Cosina и Fujifilm.
- Дагерротипная  камера, копия первой металлической камеры Voigtländer 1841 года.
- Первая в мире модель фотоаппарата со встроенной электронной вспышкой — Voigtländer Vitrona, ФРГ, 1964 г.

## Известные сотрудники
- Мите, Адольф (Adolf Miethe, 1862—1927) — немецкий учёный, один из пионеров цветной фотографии.
- Пауль Франке (Paul Franke, 1888—1950) и Рейнольд Хайдекке (Reinhold Heidecke 1881—1960) — основатели компании Rollei.